# Huerniopsis decipiens
Huerniopsis decipiens là một loài thực vật có hoa trong họ La bố ma. Loài này được N.E. Br. mô tả khoa học đầu tiên năm 1878.